# أندرياس كراوزه
أندرياس كراوزه (بالألمانية: Andreas Krause) هو رجل غواصة ألماني، ولد في 11 أكتوبر 1956 في لوبيك في ألمانيا.